# Лежён, Мишель (лингвист)
Мишель Лежён (фр. Michel Lejeune; 30 января 1907, Париж — 27 января 2000, там же) — французский лингвист, педагог, профессор. Доктор наук (1940). Член Академии надписей и изящной словесности с 1963 года.

## Биография
Сын коммерсанта.
Брат художника-карикатуриста Жана Эффеля. Окончил Высшую нормальную школу (École normale supérieure). Ученик языковедов Жозефа Вандриеса и Антуана Мейе.
Преподавал в университетах Пуатье , Бордо и Парижа, читал лекции по греческой и латинской филологии (1933—1937), затем был профессором сравнительной грамматики в Университете Бордо (1941—1946), в 1947 году стал директором и преподавателем сравнительной грамматики индоевропейских языков в Практической школе высших исследований. В 1951—1955 годах — профессор лингвистики в Сорбонне.
Автор трудов в области индоевропеистики (кельтологии, древнегреческого, хетто-лувийских, венетского, фригийского языков) и средиземноморских языков.

## Избранные труды
- Les adverbes grecs en, Bordeaux, 1939
- Observations sur la langue des actes d’affranchissement delphiques, Paris, 1940
- Précis d’accentuation grecque, Paris, 1945
- Traité de phonétique grecque, Paris, Klincksieck, 1947
- La posición del latin en el dominio indoeuropeo, Buenos Aires, 1949
- Collection Froehner: inscriptions italiques, Paris, 1953
- Celtiberica, Salamanca, 1956
- Mémoires de philologie mycénienne, 1re série, Paris 1955—1957 ; 2e série, Roma 1971 ; 3e série, Roma 1973
- Index inverse de grec mycénien, Paris, 1964
- La langue élyme d’après les graffites de Ségeste, Paris, 1969
- Lepontica, Paris, 1971
- Phonétique historique du mycénien et du grec ancien, Paris, 1972
- Manuel de la langue vénète, Heidelberg 1974
- L’anthroponymie osque, Paris, 1976.